# Cinnamon Challenge

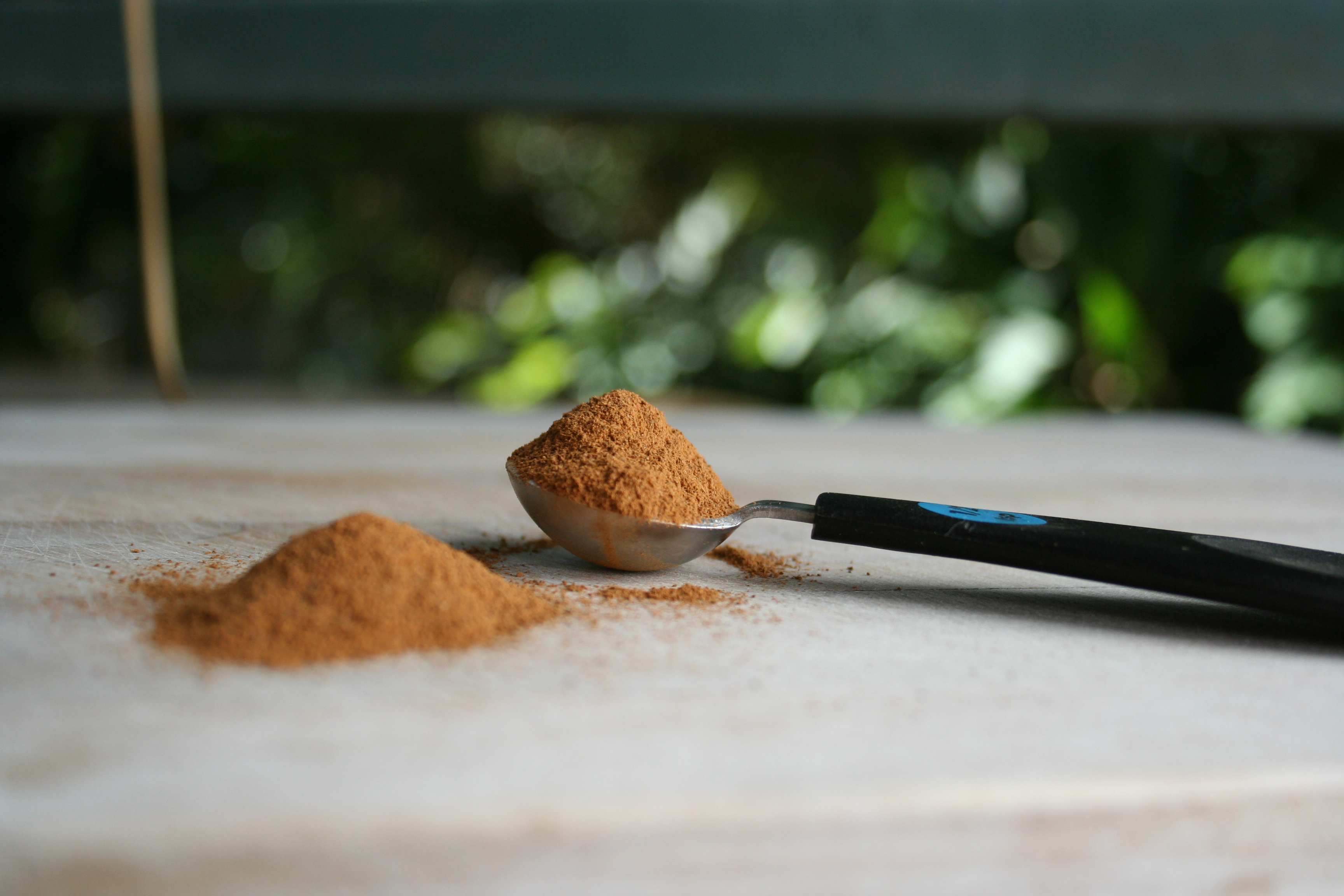
Zimt ist die Schlüsselkomponente der Cinnamon Challenge

Die sogenannte Cinnamon Challenge war ein Internet-Phänomen, bei dem eine Person versucht, einen Ess- oder Teelöffel voll Zimtpulver (engl. = cinnamon) hinunterzuschlucken, ohne etwas dazu zu trinken. Während die Aufgabe auf den ersten Blick leicht lösbar scheint, ist sie tatsächlich sehr schwer bis fast unmöglich zu erfüllen, da der Zimt der Mundhöhle augenblicklich das Wasser entzieht, was das Schlucken stark erschwert. Seit 2007 erfreute sich die Cinnamon Challenge wachsender Beliebtheit. Seit 2010 luden immer mehr Menschen Videos von sich auf Portalen wie YouTube oder sozialen Netzwerken hoch, wie sie sich an der Cinnamon Challenge versuchen.

## Gefahren
Ärzte  raten von diesem Wettbewerb ab, da der eingeatmete Zimt Lungenentzündungen und schwere allergische Reaktionen verursachen kann. In den USA müssen jedes Jahr zahlreiche Teilnehmer notfallmedizinisch versorgt werden. Zumindest von einem Todesfall bei ähnlicher Zimteinnahme wurde bisher berichtet.  Minderwertiger Zimt kann zudem toxisches Cumarin enthalten.
Im Dezember 2015 wurde berichtet, dass ein Jugendlicher ohne Flüssigkeit einen Teelöffel Zimt geschluckt habe und deswegen für fünf Tage in ein Koma gefallen ist. Grund sei akuter Sauerstoffmangel gewesen. Das Essen von trockenem Zimt könne schwere Atemstörungen und Ersticken verursachen.

## Geschichte
Die Cinnamon Challenge wurde erstmals in der Reality-Show Big Brother UK gezeigt, als die Teilnehmer aufgefordert wurden, den Zimt ohne Hilfe von Wasser hinunterzuschlucken. Drei der sieben Teilnehmer bestanden die Prüfung. Radioprogramme sendeten ebenfalls Übertragungen von Leuten, die sich an der Cinnamon Challenge versuchten, berühmte Persönlichkeiten erhöhten den Bekanntheitsgrad des Zimtessens, so unter anderem Nick Young und JaVale McGee aus der nordamerikanischen Basketball-Profiliga.

## Vergleichbare Wettbewerbe
Die Cinnamon Challenge ist vergleichbar mit der „Saltine Cracker Challenge“ (deutsch: salzige Cracker-Herausforderung), bei der in 60 Sekunden sechs Cracker ohne Getränk geschluckt werden müssen.
Die von der Schweizer Armee ausgegebenen Notverpflegungsbiskuits („Militärbiskuits“) dürfen gemäß Spezifikation zur Haltbarkeitssteigerung nur maximal 1 % Wasser enthalten. Die zugehörige Wette – drei Stück in unter einer Minute zu verspeisen – gestaltet sich daher ebenfalls als fast unlösbare Schwierigkeit.
Eine ähnliche Aufgabe verlangt, innerhalb von einer halben Minute zwei Scheiben ungetoastetes helles Toastbrot zu essen.